# إيموجين هولست
إيموجين كلير هولست (بالإنجليزية: Imogen Holst)‏، (فون هولست قبل الزواج)، حائزة على وسام الإمبراطورية البريطانية برتبة قائد سي بي إي، مؤلفة ومُلحنّة وموزعة وقائدة فرقة موسيقية ومعلّمة ومنظمة مهرجانات. الابنة الوحيدة للمُلحن غوستاف هولست، عُرفت بشكل خاص بعملها التربوي في مؤسسة دارتينغتون هول الخيرية في أربعينيات القرن العشرين، وبإشرافها لمدة 20 عامًا بصفتها مديرة فنية مشتركة لمهرجان الديبورغ للموسيقى والفنون. بالإضافة إلى تأليف الموسيقى، كتبت السير الذاتية للملحنين، والكثير من المواد التعليمية، والعديد من الكتب عن حياة والدها وأعماله.
منذ صغرها، أظهرت هولست موهبة مبكرة في التأليف والأداء. بعد التحاقها بمدرسة يوثن ومدرسة سانت بول للبنات، التحقت بالكلية الملكية للموسيقى، حيث طورت من مهاراتها في قيادة الفرقة الموسيقية، حازت مؤلفاتها على العديد من الجوائز. نتيجةً لعدم قدرتها على تحقيق طموحاتها الأولى في أن تكون عازفة بيانو أو راقصة لأسباب صحية، أمضت هولست معظم ثلاثينيات عمرها في التدريس، وتفزغت لتنظيم جمعية الغناء والرقص الشعبي الإنجليزية. قللت هذه الواجبات من أنشطتها في مجال التلحين، ومع ذلك، فقد اتخذت العديد من الترتيبات فيما يتعلق بالأغاني الشعبية. بعد أن عملت منظمةً لمجلس تشجيع الموسيقى والفنون في بداية الحرب العالمية الثانية، بدأت في عام 1942 العمل في مدينة دارتينغتون. في سنواتها التسعة هناك، نجحت في تحويل دارتينغتون إلى مركز رئيس للتعليم والنشاط الموسيقي.
في أوائل خمسينيات القرن الماضي، أصبحت هولست مساعدة موسيقية لبنجامين بريتن، وانتقلت إلى الديبورغ، وبدأت المساعدة في تنظيم مهرجان الديبورغ السنوي. في عام 1956، أصبحت مديرة فنية مشتركة للمهرجان، وهذا ما ساعدها خلال العشرين عامًا التالية في الحصول على مكانة بارزة في الحياة الموسيقية البريطانية. تخلت في عام 1964 عن عملها مساعدة لبريتن، بهدف استئناف مهنتها في التلحين والتركيز على الحفاظ على إرث والدها الموسيقي. لم تُعرف الموسيقى الخاصة بها على نطاق واسع ولم تتلقَ سوى القليل من الاهتمام النقدي؛ فكان الكثير منها غير منشور وغير مكتمل الأداء. وقد استقبل النقاد بحرارة التسجيلات الأولى الخاصة بأعمالها، التي صدرت في عامي 2009 و2012. حازت على وسام الإمبراطورية البريطانية برتبة قائد في عام 1975 وحصلت على العديد من الأوسمة الأكاديمية. توفيت في الديبورغ ودُفنت في فناء الكنيسة هناك.

## الخلفيّة

### النشأة والعائلة
وُلدت إيموجين هولست في 12 أبريل 1907 في شارع 31 غرينا، ريتشموند، وهي بلدة تقع على ضفاف النهر إلى الغرب من لندن. والداها غوستاف ثيودور هولست، ملحن طموح، ثم عمل مدرسًا للموسيقى، وإيزوبيل هاريسون. وُجدت عائلة هولست، ذات الأصول السويدية والألمانية واللاتفية المختلطة في إنجلترا منذ عام 1802 وعملوا موسيقيين لعدة أجيال متعاقبة. حافظ غوستاف على هذا التقليد العائلي؛ أثناء دراسته في الكلية الملكية للموسيقى (آر سي إم). قابل إيزوبيل هاريسون التي كانت تغنّي في إحدى جوقات الهواة التي قادها. وانجذب لها على الفور، وتزوجا في 22 يوليو 1901.
أثناء محاولته لإثبات نفسه مُلحنًا موسيقيًا، عمل غوستاف هولست أولاً عازفًا على آلة الترومبون في الأوركسترا، ثم عمل لاحقًا مدرسًا. في عام 1907 شغل مناصب تعليمية في مدرسة جيمس ألين للبنات في منطقة دولويتش، ومدرسة سانت بول للبنات في مقاطعة هامرسميث، حيث كان قائداً للفرقة الموسيقية هناك. عمل من عام 1907 قائدًا للفرقة الموسيقية في كلية مورلي، وهو مركز تعليم للكبار في مقاطعة واترلو في لندن. عندما كانت ايموجين صغيرة جداً، انتقلت أسرتها من ريتشموند إلى منزل صغير بجوار النهر في بارنز القريبة، حيث تمكنوا من استئجاره من أحد الأقرباء. تمثّلت أهم ذكريات ايموجين في هذا المنزل بصورة والدها عندما كان يعمل في غرفته الخاصة بالتلحين في الطابق العلوي التي مُنعت من الدخول إليها، بالإضافة إلى ذكريات عن جهود والدها في تعليمها الأغاني الشعبية.

### التعليم

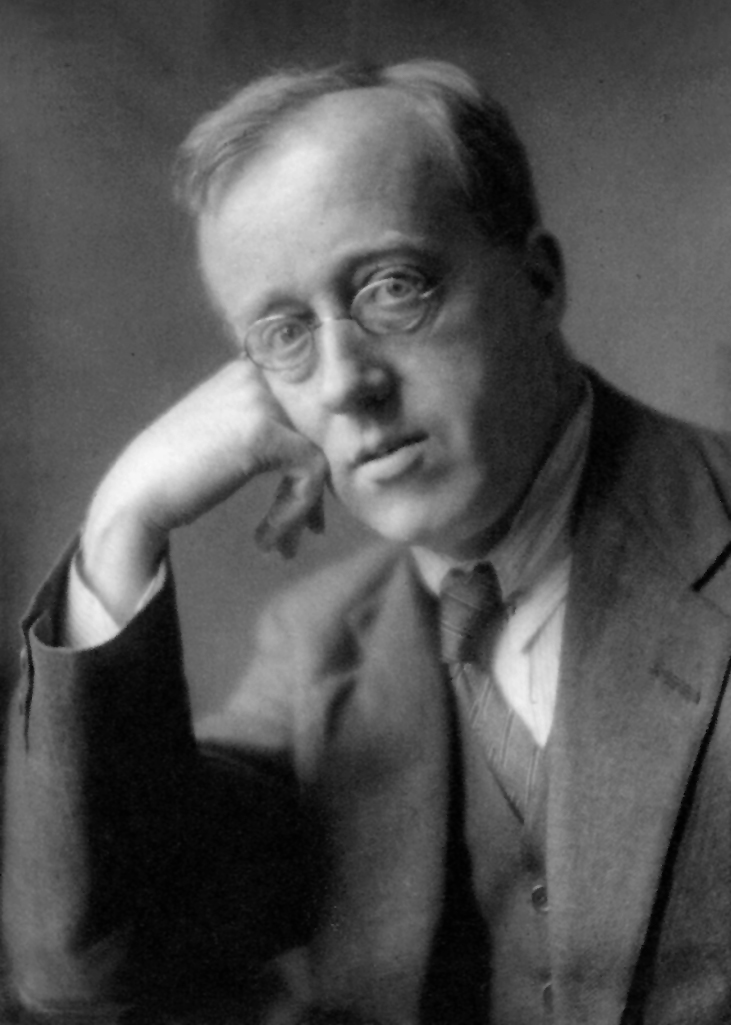
غوستاف هولست

تشير أوصاف إيموجين إلى طفلة صغيرة بعيون زرقاء وشعر جميل ووجه بيضاوي يذكرنا بوجه والدها وأنف بارز إلى حد ما (ورثته عن والدتها). دخلت رياض الأطفال في مؤسسة فوربيل، في عام 1912، حين كانت تبلغ من العمر خمس سنوات، وبقيت في المدرسة لمدة خمس سنوات. غالبًا ما أمضت إيموجين الصيف في المنزل الريفي الذي استأجرته عائلة هولست ضمن قرية ثاكسيد في مقاطعة إسكس، حيث بدأ غوستاف هولست مهرجان ويتسان السنوي في عام 1916.
في عام 1917، بدأت إيموجين إقامتها الداخلية في مدرسة يوثن، وهي مدرسة صغيرة خاصة للبنات في بلدة كاتيرهام، حيث درّست جين جوزيف -تلميذة غوستاف المميّزة- الموسيقى في مدرسة سانت بول للبنات. وصلت رسالة إلى المنزل، بتاريخ 17 يوليو 1917، تحكي عن «الخصوم، وجوائز تقسيم النوتات، والفراولة والكريمة للشاي». في المدرسة، تعلمت إيموجين العزف على البيانو على يد اليانور شاتلوورث، والعزف على آلة الكمان على يد أندريه مانغيوت (الذي يُصنف من النخبة)، ونظرية الموسيقى مع جين جوزيف «تقسيم النوتات الموسيقية». أنتجت إيموجين -خلال فترة تعليمها على يد جوزيف- أول مؤلفاتها ( قطعتان موسيقيتان وأربع أغانٍ من ترانيم عيد الميلاد التي رُقمت 1 و2 و3). ألّفت وصممت رقصة بعنوان «رقصة الحوريات والرعاة» التي عُرضت في المدرسة تحت إشرافها في 9 يوليو في الفصل الصيفي من عام 1920.
غادرت إيموجين مدرسة يوثن في ديسمبر 1920 على أمل الدراسة تحت إشراف روبي جينر في مدرسة جينر ماور للرقص والدراما، ولكنها رُفضت لأسباب صحية، (على الرغم من عدم إثبات وجود مشكلة طبية مهمة). ثم درست في المنزل تحت إشراف مربية، في انتظار أن تبدأ دراستها في مدرسة سانت بول للبنات في الخريف. في 1921 شاركت في مهرجان ويتسان بصفتها راقصة في إحدى إنتاجات والدها لواحد من أعمال الأوبيرا الإنجليزية الخاصة بالمُلحن بورسيل التي تعود لعام 1690 بعنوان قناع ديوكليتيان التي عقدت في أرض مدرسة سانت بول للبنات، وأُعيد عرضها مجدداً بعد أسبوع في حديقة هايد بارك.
في سبتمبر 1921، بدأت إيموجين الدراسة في مدرسة سانت بول للبنات، ودخلت نظام الدراسة الداخلية في ربيع عام 1922. وفي يوليو 1922، عزفت مقطوعة لباخ بعنوان «بريلود وفوغو» على البيانو، وأشاد جوزيف بها بشكل كبير، فكتبت: «أعتقد أن الجميع استمتع بمقطوعة باخ من البداية إلى النهاية، إذ أصدروا جميعًا ضوضاء لطيفة تدل على السعادة في نهاية الأمر». كانت سنوات إيموجين في مدرسة سانت بول للبنات سعيدة وناجحة بشكل عام. فازت في يوليو 1923 بجائزة أليس لبتون للبيانو الخاصة بالناشئين، لكن تعرضت فرصتها في الوصول للشهرة بصفتها عازفة بيانو للدمار عندما ظهرت أعراض التهاب الوريد في ذراعها الأيسر. كانت الموسيقى والرقص الشعبيان من بين الأنشطة الأخرى التي وجهت اهتمامها لها، وفي عام 1923 أصبحت عضوًا في جمعية الرقص الشعبي الإنجليزي (إي إف دي إس|). في 1924-1925 التي كانت سنتها الأخيرة في مدرسة سانت بول للبنات، أسست إيموجين جمعية للرقص الشعبي في المدرسة. في الحفلة التي أُقيمت نهاية الفصل الدراسي في أواخر يوليو 1925، وعزفت مقطوعة لشوبان بعنوان «إيتويد إن إي مايجور» وقدمت أول أداء لتوكوتا غوستاف هولست.

## روابط خارجية
- إيموجين هولست على موقع IMDb (الإنجليزية)
- إيموجين هولست على موقع ميوزك برينز (الإنجليزية)
- إيموجين هولست على موقع أول ميوزيك (الإنجليزية)
- إيموجين هولست على موقع ديسكوغز (الإنجليزية)
- إيموجين هولست على موقع قاعدة بيانات الفيلم (الإنجليزية)